# 博日达尔·杰利奇
博日达尔·杰利奇（發音：[bɔ̌ʒidaːr dʑɛ̌ːlitɕ]；1965年4月1日—），塞尔维亚经济学家、政治人物。

## 生平
博日达尔·杰利奇1965年生于前南斯拉夫贝尔格莱德。2001年至2004年3月3日，担任塞尔维亚财经部部长；2008年7月7日至2011年3月14日担任科技发展部部长。